# Môlča
Môlča – wieś (obec) na Słowacji położona w kraju bańskobystrzyckim, w powiecie Bańska Bystrzyca. Pierwsze wzmianki o miejscowości pochodzą z roku 1293.
Według danych z dnia 31 grudnia 2010, wieś zamieszkiwało 351 osób, w tym 176 kobiet i 175 mężczyzn.
W 2001 roku rozkład populacji względem narodowości i przynależności etnicznej wyglądał następująco:
- Słowacy – 82,22%
- Czesi – 0,28%
- Romowie – 14,17%
- Węgrzy – 0,28%